# ティール・ハール
ティール・ハール（Teal Harle、1996年10月5日 - ）は、カナダ・ブリティッシュコロンビア州キャンベルリバー出身のフリースキーヤー。カナダのナショナルチームに所属している。種目はスロープスタイル、ハーフパイプ、ビッグエアー。使用スキー板のブランドはLiberty。

## 生い立ち
モットーは"Just another day at the beach"。趣味はトランポリン、ランプでのスケート、スキー動画を見ること、任天堂のWii Sports。若いアスリートに向けて「Hard work beats talent every time talent doesn’t work hard. That is the truth.(猛特訓すれば努力しない才能に必ず勝つことができる。」とカナダフリースキー協会のHPで述べている。

## 戦歴
2015年にカナダのオンタリオ州Blue Mountainsで開催されたThe Sony SnowCrown・ビッグエアーではフランスのジェレミー・パンクラスや同じカナダ出身で2015年Winter X Games・スロープスタイル種目ブロンズメダルのアレックス・ベルマールを抑えゴールドメダル。2015年のw:Dumont Cupではイギリス出身のジェームズ・ウッズ (フリースタイルスキーヤー)を上回り、アメリカ出身のボビー・ブラウン (フリースタイルスキーヤー)に次ぐシルバーメダルを獲得。2015年2月にアメリカのコロラド州アスペンで開催されたFIS主催のNor-Am Cupでは決勝で2位。同じ年の8月にニュージーランドのCardronaで開催されたFIS World Cupでは44位。2015年のDew Tour参戦が決定している。

## スポンサー
- Liberty
- Planks
- Smith Optics